# 青岛体育中心国信体育馆
青岛体育中心国信体育馆是位于中华人民共和国山东省青岛市区东部的一个体育馆，为省域最大的体育场馆。该场馆也是中華人民共和國第十一屆全運會花樣滑冰、短道速滑及乒乓球的比賽場館，另外亦可用於體操比賽、舉辦大型演出、展覽和博覽會等活動。場館面積達總建筑面積4.8万平方米。

## 歷史
2005年十一運會的主辦權确定，組委會隨後進行選址與場館設計的工作，並於当年9月起動工。至2009年2月22日，工程竣工。完工後，場館先於3月舉行了短道速滑試測賽。在4月時，先後進行了十一運會中冰樣滑冰與短道速滑的賽事，並在5月底承辦十一運會的羽毛球預賽賽事。

## 建築特色
青岛体育中心国信体育馆的頂部由於由多個四邊形所組成，故有「鑽石」之稱。為方便傳媒，場館於十一運會時會提供免費的無線上網。

## 举办活动
- 苏打绿 - 当我们一起走过巡回演唱会 - 2013年6月1日
- 李宇春 - Why Me青岛演唱会 - 2013年10月5日
- 林俊杰 - 时线世界巡回演唱会 - 2015年1月10日
- 萧敬腾 - TRIPLE JAM世界巡回演唱会 - 2015年9月12日
- 梁静茹 - 你的名字是爱情世界巡回演唱会 - 2016年3月19日
- 莫文蔚 - 看看世界巡回演唱会 - 2016年4月2日
- 李荣浩 - 有理想世界巡回演唱会 - 2016年7月16日
- 刘若英 - 我敢世界巡回演唱会 - 2016年11月5日
- 张杰 - 我想世界巡回演唱会 - 2017年4月29日
- 薛之谦 - 我好像在哪儿见过你巡回演唱会 - 2017年5月20日
- 林忆莲 - Pranava造乐者世界巡回演唱会 - 2017年7月1日
- 張惠妹 - 烏托邦2.0慶典世界巡迴演唱會 - 2017年9月9日
- 张韶涵 - 旅程世界巡回演唱会 - 2018年9月8日
- 莫文蔚 - 绝色莫文蔚25周年世界巡回演唱会 - 2019年4月6日
- 李荣浩 - 年少有为世界巡回演唱会 - 2019年5月11日
- 李宗盛 - 有歌之年世界巡回演唱会 - 2019年6月16日
- 林宥嘉 - IDOL世界巡回演唱会 - 2019年8月3日
- 陳楚生 - 陈楚生「棱」2024巡回演唱会 - 2024年5月18日
- 陶喆 - Soul Power II 世界巡迴演唱會 - 2024年6月15日-16日
- 颜人中 - MOMENTⁿ世界巡回演唱会- 2025年10月4日